# Гора (фільм)
«Гора» (англ. Mountain) — австралійська документальна стрічка 2017 року режисера Дженніфер Підом. Світова прем'єра фільму відбулась у червні 2017 року в Сіднейському оперному театрі.

## Сюжет
Розповідь про гори та тих, хто їх підкорює.

## У ролях
| Актор       | Роль     |
| ----------- | -------- |
| Віллем Дефо | оповідач |

## Знімальна група
- Кінорежисер — Дженніфер Підом
- Сценаристи — Роберт Макфарлейн, Дженніфер Підом
- Кінопродюсери — Джо-Енн Мак-Гавен, Дженніфер Підом
- Композитор — Дейв Тогєтті
- Кінооператор — Ренан Озтюрк
- Кіномонтаж — Крістіан Газал, Скотт Грей

## Сприйняття

### Критика
Фільм отримав схвальні відгуки. На сайті Rotten Tomatoes оцінка стрічки становить 85 % на основі 59 відгуків від критиків (середня оцінка 7,1/10) і 69 % від глядачів із середньою оцінкою 3,7/5 (487 голосів). Фільму зарахований «свіжий помідор» від кінокритиків та «попкорн» від глядачів, Internet Movie Database — 7,2/10 (1 108 голосів), Metacritic — 82/100 (13 відгуків критиків).

### Номінації та нагороди
| Нагороди та номінації фільму «Гора» | Нагороди та номінації фільму «Гора»    | Нагороди та номінації фільму «Гора» | Нагороди та номінації фільму «Гора» | Нагороди та номінації фільму «Гора» | Нагороди та номінації фільму «Гора» |
| Рік                                 | Кінофестиваль/кінопремія               | Категорія/нагорода                  | Номінант                            | Результат                           |                                     |
| ----------------------------------- | -------------------------------------- | ----------------------------------- | ----------------------------------- | ----------------------------------- | ----------------------------------- |
| 2017                                | Гамптонський міжнародний кінофестиваль | Документальний фільм                | Дженніфер Підом                     | Номінація                           |                                     |
| 2017                                | Міжнародний кінофестиваль у Мельбурні  | Найкращий документальний фільм      | Дженніфер Підом                     | Номінація                           |                                     |
| 2018                                | Асоціація кінокритиків Австралії       | Найкращий документальний фільм      | Дженніфер Підом                     | Номінація                           |                                     |